# La Romana International Airport
La Romana Casa De Campo International Airport (IATA: LRM, ICAO: MDLR) je mezinárodní letiště na jihovýchodním pobřeží Dominikánské republiky, poblíž turistického města La Romana a resortu Casa de Campo. Nachází se asi 110 km východně od hlavního města, Santo Dominga, což je zhruba 1 hodinu a 34 minut cesty autem. V roce 2008 letiště odbavilo 374 724 pasažérů.

## Přehled
Současný jediný terminál je postaven ve stylu starého cukrovaru. Letiště má moderní terminál se čtyřmi branami, s prostorami pro pasažéry i pro opravy letadel. Na letiště se soustřeďuje většina soukromých vnitrostátních letů, převážně od podnikatelů, kteří přilétají do La Romana na dovolenou v Casa de Campo.

## Historie
Současné letiště bylo otevřeno v prosinci roku 2000 a nahradilo dřívější La Romana Airport s tímtéž kódem IATA. Staré letiště se nacházelo na pobřeží Karibského moře, zhruba 5 kilometrů jihozápadně od současného letiště. Bývalé letiště obsluhovalo kromě soukromých letů jen jeden let American Airlines denně z Miami a několik letů American Eagle.